# Bagiry
Bagiry (em occitano:  Bagiri) é uma comuna francesa na região administrativa da Occitânia, no departamento do Alto Garona. Estende-se por uma área de 2.78 km², com 112 habitantes, segundo o censo de 2018, com uma densidade de 40 hab/km².